# Kościół św. Bartłomieja w Żurrieq
Kościół Świętego Bartłomieja (malt. Il-knisja ta' San Bartilmew, ang. Church of St Bartholomew) – rzymskokatolicki kościół w Żurrieq na Malcie.

## Historia
Kościół pod wezwaniem św. Bartłomieja jest jednym z najładniejszych w Żurrieq. Pierwsza świątynia została zbudowana w 1482. W 1575 wizytator apostolski Pietro Dusina napisał w swoim raporcie, że kościół był w bardzo dobrym stanie, miał ołtarz, podłogę i drewniane drzwi. Nie miał jednak rektora ani żadnych dochodów. Kościołem opiekował się Mikiel Mangion, z jego dochodów w święto patrona świątyni odprawiana była msza święta i nieszpory.
   
Jednakże w 1658 biskup Malty Miguel Juan Balaguer Camarasa zdekonsekrował kościół – powodem był żałosny stan budynku, i nakazał jego zamknięcie. Ponad sto lat później, w 1775, na tym miejscu zbudowana została większa świątynia w stylu późnego baroku, którą 11 stycznia 1784 poświęcił proboszcz parafii Żurrieq ksiądz Ġużepp Agius. Jej budowa kosztowała 2529 scudi, z czego większość została zebrana przez mieszkańców wioski.

## Fasada
Do kościoła prowadzą cztery szerokie schody. Na obu rogach fasady stoją zgrupowane smukłe pilastry w stylu toskańskim, wsparte na wysokich cokołach. Takie same pilastry powtórzone są na bocznych elewacjach. Pilastry podpierają entablaturę, biegnącą wokół całego budynku. Na górnych narożnikach budynku stoją kamienne kule. Główne wejście z lekko zdobionym portalem, ponad drzwiami okno, w dolnej i górna części zaokrąglone. Nad oknem trójkątny fronton zwieńczony kulą, wkomponowany w gzyms. Dach świątyni ozdabia kopuła z latarnią i kamiennym krzyżem.

## Wnętrze
Nie wiadomo, kto był architektem kościoła, lecz z księgi rachunkowej projektu znamy jego wykonawcę – Angelo Bonnici. Wnętrze świątyni ma kształt kwadratu, z półokrągłą apsydą, nad którą również jest mniejsza półkopuła z niewielką latarnią. W apsydzie stoi główny ołtarz. W bocznych ścianach znajduje się dwoje drzwi; są tam też dwa boczne ołtarze. Wnętrze otacza osiem jońskich pilastrów z belkowaniem, biegnącym wokół ścian, na którym wspierają się pendentywy kopuły. Nad głównymi drzwiami galeria organowa. Nad każdym wejściem znajduje się okno doświetlające wnętrze.   

### Apsyda z ołtarzem
Ołtarz główny wraz z predellą wykonany jest z kamienia i pomalowany tak, aby imitował marmur. Otoczony jest wspaniałymi rzeźbionymi elementami w stylu rokoko, tworzącymi monumentalne retabulum z obrazem tytularnym. Wykonawcami wszystkich rzeźbionych elementów w świątyni byli Antonio i Giovanni Fabri. Apsyda z obu stron zakończona jest jońskimi pilastrami. Po obu stronach ołtarza proste drzwi do zakrystii, nad którymi obrazy w bogatych rokokowych kamiennych ramach, przedstawiające św. Publiusza oraz św. Wincentego Ferreriusza.

### Ołtarze boczne
We wnętrzu są dwa ołtarze boczne: ołtarz Przemienienia Pańskiego, z małym obrazem Maryi z Dzieciątkiem pod obrazem tytularnym, oraz ołtarz św. Franciszka, poniżej którego mały obraz św. Klary. Oba obrazy tytularne otoczone są wspaniałą rokokową ramą.

## Kościół dzisiaj
W 2006 kościół został odnowiony przez Ministerstwo Zasobów i Infrastruktury. Dziś świątynia ma opiekuna, miejscowego księdza. 24 września, w dzień wspomnienia świętego patrona, odprawiana jest uroczysta msza święta, która wraz z następującym po niej wiejskim festynie gromadzą mieszkańców wioski.

## Ochrona dziedzictwa kulturowego
Budynek kościoła umieszczony jest na liście National Inventory of the Cultural Property of the Maltese Islands pod nr. 01287. 